# Shramanera

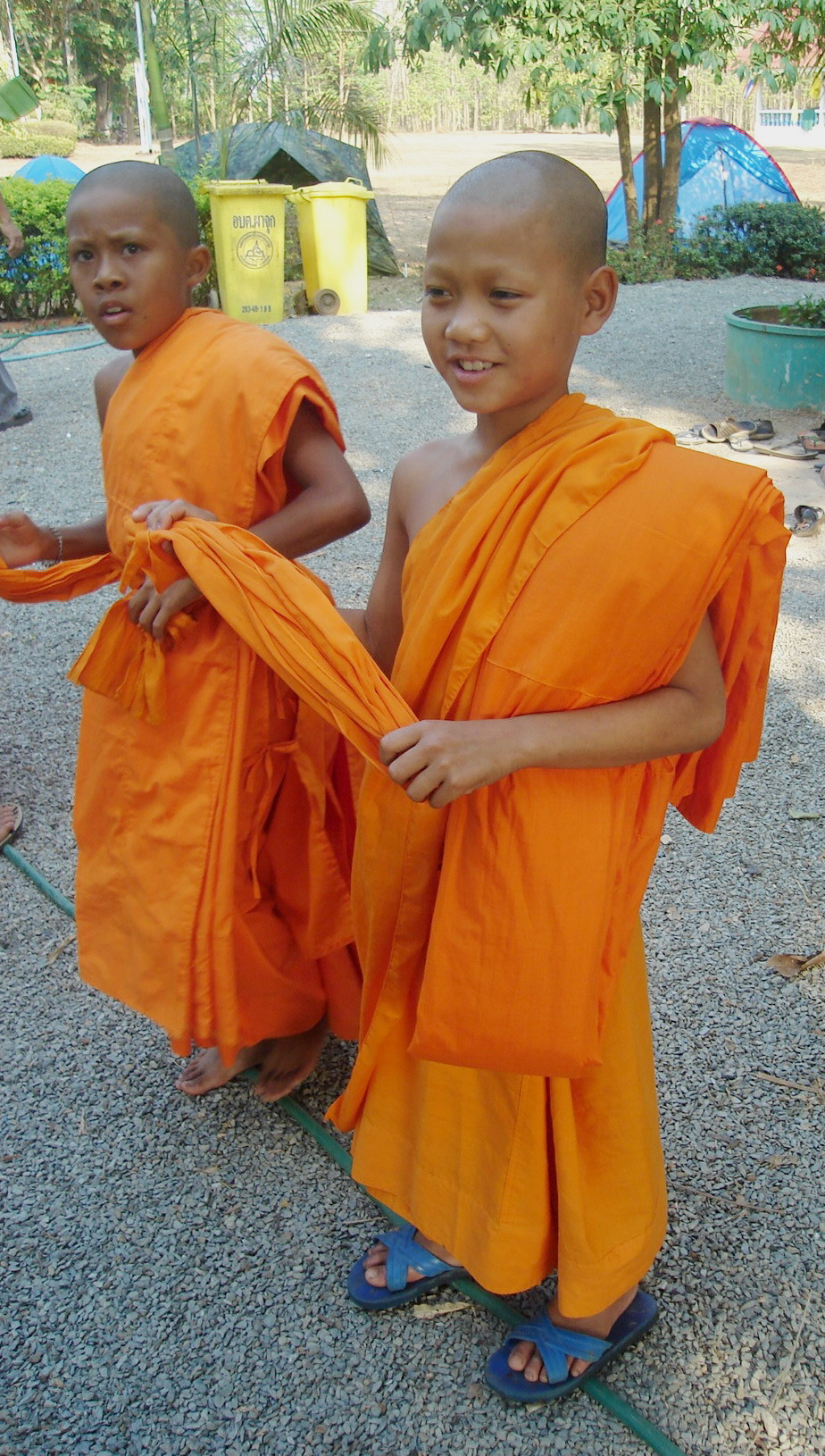
Deux shramanera à Uttaradit (Thaïlande).

Shramanera (pali: samanera) est, dans le bouddhisme, un novice, donc un aspirant moine (bhikkhu). Il doit suivre dix préceptes parmi lesquels ne pas tuer, ne pas voler, ne pas mentir. La novice bouddhiste se nomme shramaneri et devient après avoir suivi une instruction une bhikkhuni.